# قائمة شخصيات سو

## سو
ختحه ===

### لورنس غوردون

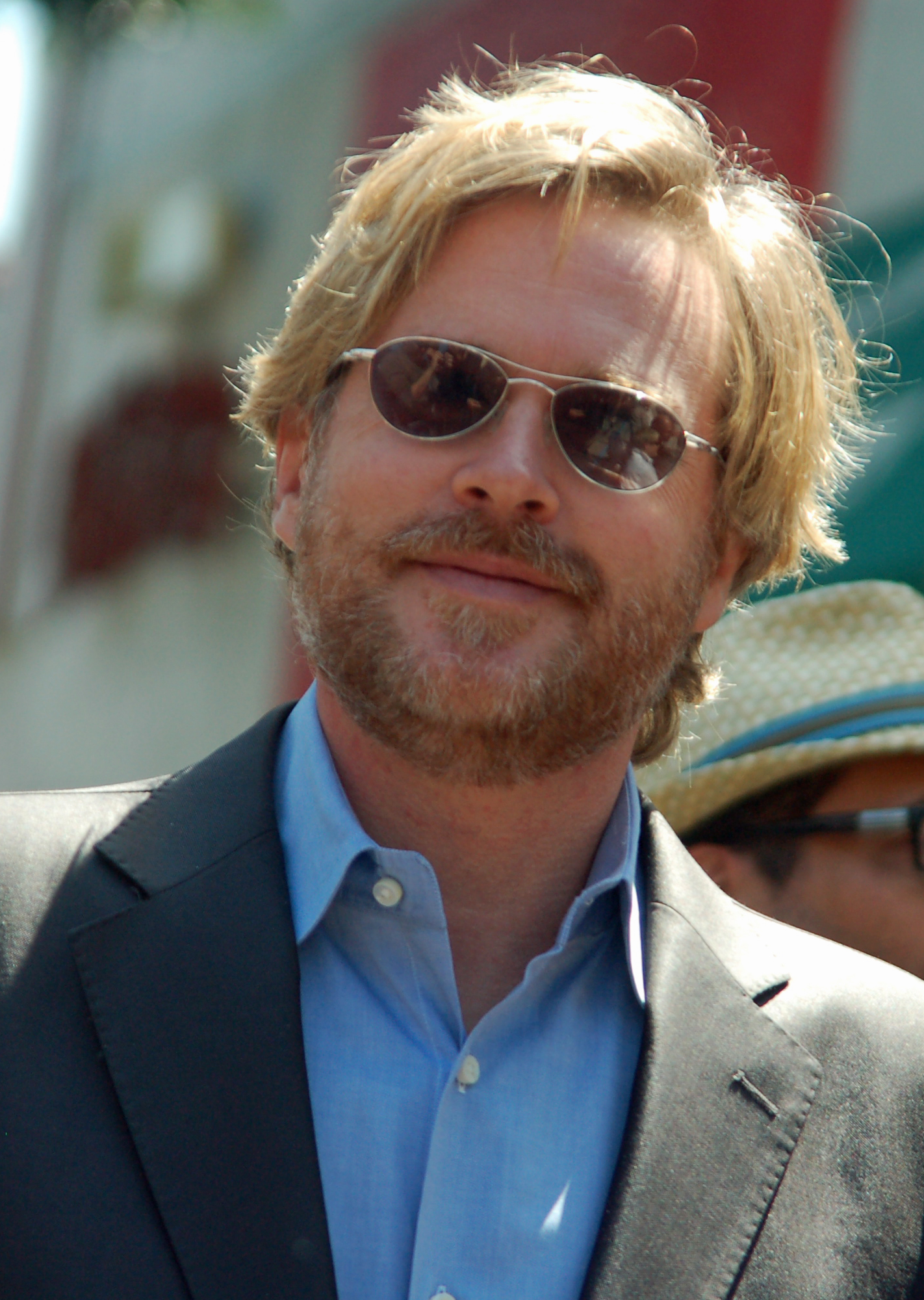
كاري الويس ممثل شخصية د. غوردون في الفيلم الأول وسيظهر في الفيلم السابع

- تمثيل:كاري الويس (في الفيلم) و ستان كيرش (في الرسوم المتحركة)
- ظهر في:سو:ولادة جديدة، سو، سو 3
- الوضعية الحالية:لا يزال على قيد الحياة

د. لورنس غوردون كان المسؤول عن تشخيص سرطان جون كرامر، وكان في البداية مشتبه به في قضية جيغسو. إستهدف جيغسو غوردون لأنه وقع في علاقة غرامية مع تلميذته في الطب على الرغم من أن لديه أسرة محبة. بحيث تم وضع غوردون في فخ بجانب آدم وكلف بقتله قبل نهاية الوقت المحدد أو أن زوجته وابنته سيقتلون.فشل في فعل هذا لكنه قطع رجله ليتحرر من قيده، وحاول الزحف للحرية ووعد أن يحظر المساعدة لآدم.مشهد ارتجاعي في سو 3 يظهره مستلقي فاقداً للوعي على أرض الحمام.كشف في سو 5 أن هوفمان هو من نصب الفخ لغوردون ليكون مشتبه فيه في قضية جيغسو بوضع قطم غوردون الضوئي في مسرح جريمة جيغسو.